# Bausen
Bausen är en kommun i Spanien.   Den ligger i provinsen Província de Lleida och regionen Katalonien, i den nordöstra delen av landet, 400 km nordost om huvudstaden Madrid. Arean är 17,7 kvadratkilometer. Bausen gränsar till Caneján, Les, Artigue, Gouaux-de-Luchon, Arlos och Fos. 
Terrängen i Bausen är kuperad åt sydväst, men åt nordost är den bergig.